# Villar de Vildas
Villar de Vildas (Viḷḷar de Vildas en asturiano y oficialmente) es una parroquia del concejo de Somiedo, en el Principado de Asturias (España). Alberga una población de 89 habitantes (INE 2020) y ocupa una extensión de 35,54 km². Está situada a 20,3 km de la capital del concejo. En la localidad se celebra la festividad de El Carmen. Como arquitectura, destacan el molino de Villar de Vildas y la Iglesia de San Miguel de Villar de Vildas. En su amplio territorio existen varios bosques, como el bosque de El Acebo o de las Sendas. Además, como parroquia perteneciente a la comarca vaqueira, dispone de algunas brañas, como La Pornacal o los Cuartos. 
Esta pequeña parroquia se hizo famosa en todo el Principado por el reconocimiento que supuso el Premio Príncipe de Asturias al Pueblo Ejemplar en el año 2004; a partir de entonces desarrolló el sector turismo, teniendo distintos hoteles, casas rurales y restaurantes.

## Topónimo
Traducido al castellano sería Villar de las Viudas. El significado del topónimo se explica con la leyenda que cuenta cómo un grupo de somedanos se enfrentó a los moros invasores, superiores en número y en armas. Los somedanos fueron vencidos y muertos, quedando en el lugar como únicos supervivientes sus viudas.

## Geomorfología
El valle de Villar de Vildas tiene forma de U con abundantes morrenas en sus costados como corresponde a su origen glaciar.

## Historia
En la Edad Media el monasterio de Belmonte dominaba todo el valle del río Pigüeña, ampliando continuamente sus posesiones bien con la compra de terrenos, bien por donaciones y trueques. En el siglo XVII el monasterio tenía en propiedad varias localidades entre las que se encontraba Villar de Vildas.

## Las brañas

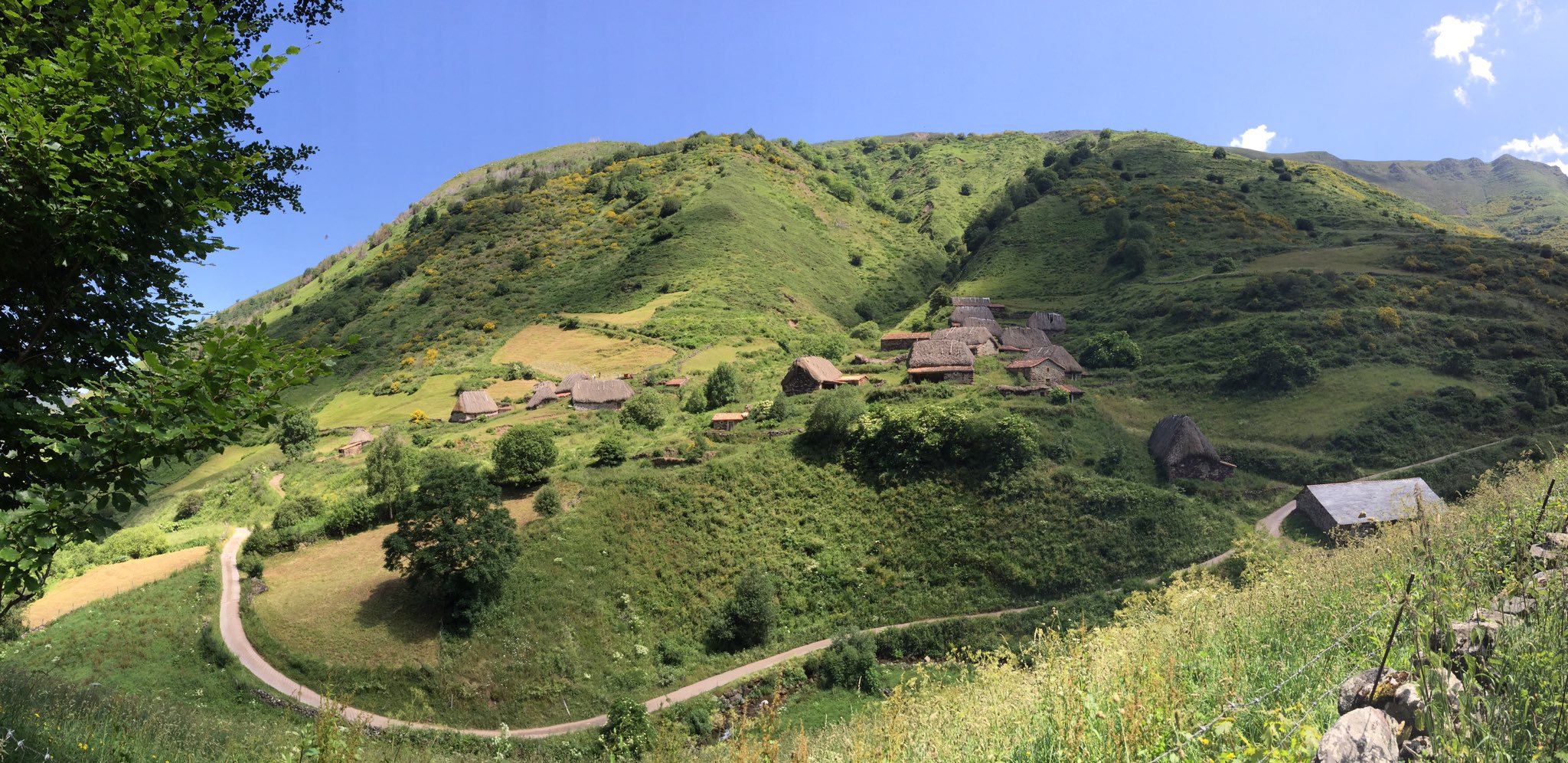
La Pornacal.

La zona donde se encuentra el pueblo era una braña que con el tiempo evolucionó a asentamiento permanente utilizándose desde entonces como brañas en activo La Pornacal y otra más antigua y a mayor altura llamada Braña Viecha o braña los cuartos, ambas de uso vecinal; entre las dos hay una distancia de dos km. Se practica la trashumancia corta o de valle, siendo los trashumantes los propios habitantes del pueblo.
La braña de La Pornacal se encuentra a una altitud de más de 1000 m. Su vegetación está integrada por acebos, sauces, serbales y matorrales en el monte cercano donde se encuentran espinos, brezales y la genista florida (retama blanca) y la escoba negra ambas tan importantes para la ejecución de los teitos. 
Las construcciones se distribuyen a ambos lados del río Pigüeña. Gran parte del monte es libre para uso comarcal aunque existen también fincas privadas limitadas con cercas de piedra a seco. En el monte comunal se recoge la hierba desde finales de junio hasta comienzos de agosto. Después, en el otoño se deja al ganado pacer en esos prados. En el mes de mayo se conduce el ganado hasta la Braña Viella dejándolo allí en libertad y al cuidado de los perros mastines que están especialmente educados para este trabajo. En octubre, las vacas regresan a La Pornacal y quedan allí hasta el mes de diciembre.
Cabañas
Las cabañas son construcciones de arquitectura popular, de aspecto sencillo, pensadas para ser útiles. Están repartidas a media ladera, en terrenos comunales, edificadas según las cotas de nivel, de manera que la pared trasera está proyectada siguiendo el sistema de contra turrio. Sus muros son de piedra caliza mezclada con piedra ferruginosa, lo que los lugareños llaman llabanones del río y ferrial o negral. Son materiales de tonos claros y oscuros que dan a las paredes un aspecto especial de colorido. Las armaduras del techo que recibe el teito de escoba son de haya, avellano y sauce, árboles que componen el paisaje de la zona. Algunas piezas especiales se hacen de roble por ser un material más duro y resistente ante un posible desgaste.
Los teitos fueron todos vegetales en su origen, de escoba —vegetación abundantes en los alrededores—, pero algunos fueron sustituidos por la teja o por la losa  de pizarra debido principalmente a la falta de teiteros con conocimientos para realizar esta técnica.

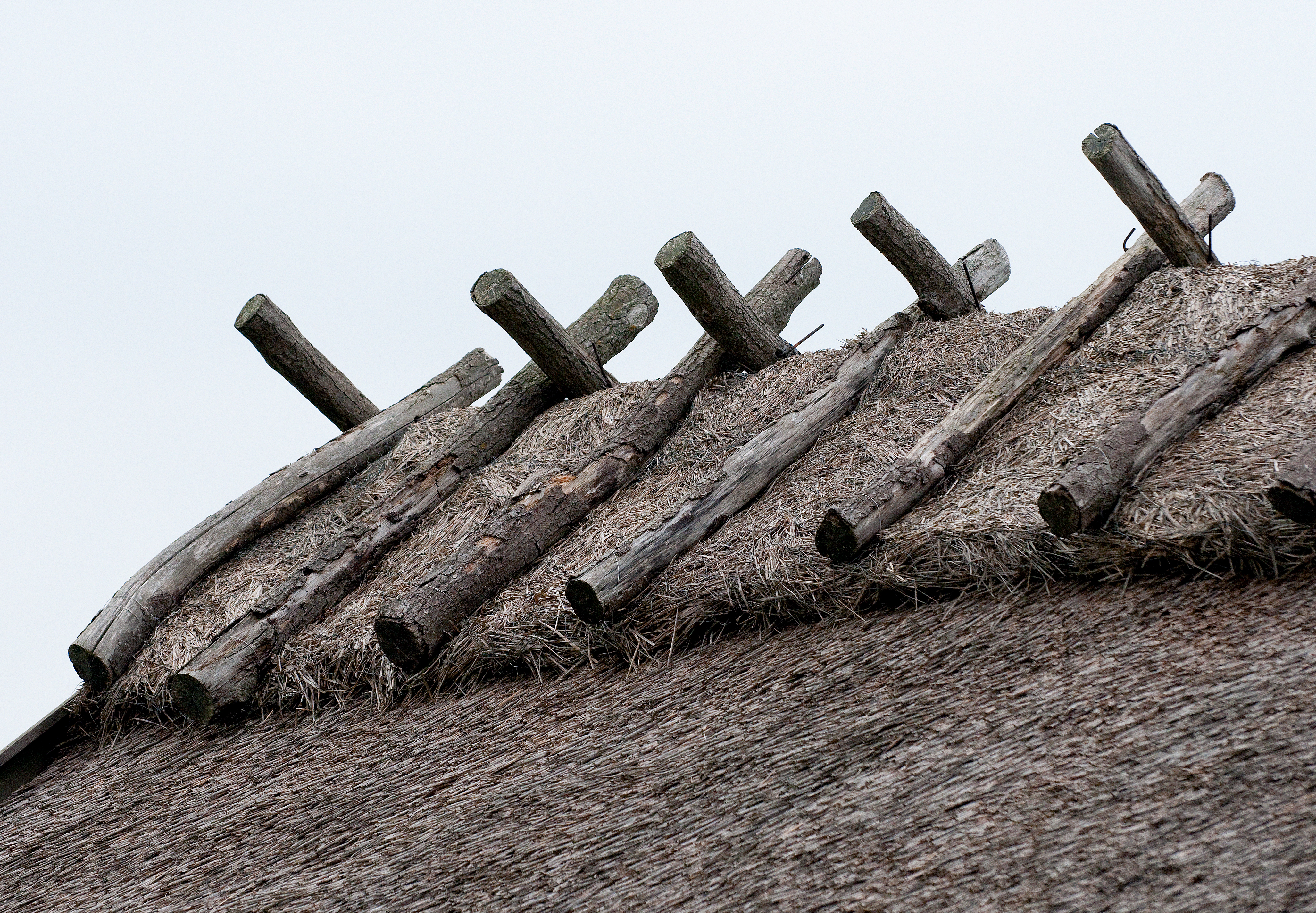
Casa con techo vegetal y sistema de zancas, en Suecia.

             Las cabañas de teito de escoba al ser construcciones de planta rectangular requieren una terminación en la cumbre especialmente diseñada para esa línea en que se juntan los dos faldones a dos aguas. Los remates del cume o cumbrera se hacen siguiendo una de las cuatro técnicas establecidas, en este caso la sujeción con zancas y yugos. Las zancas son unas ramas gruesas o tablones de haya o acebo. Sirven para sujetar el teito y se colocan a caballo sobre los faldones sujetándose en la cumbre con unos travesaños llamados yugos que a su vez quedan trabados con la ayuda de un pasador o torno. Este sistema se emplea también en la Europa del norte, en Alemania, Holanda, Dinamarca y    Suecia.  

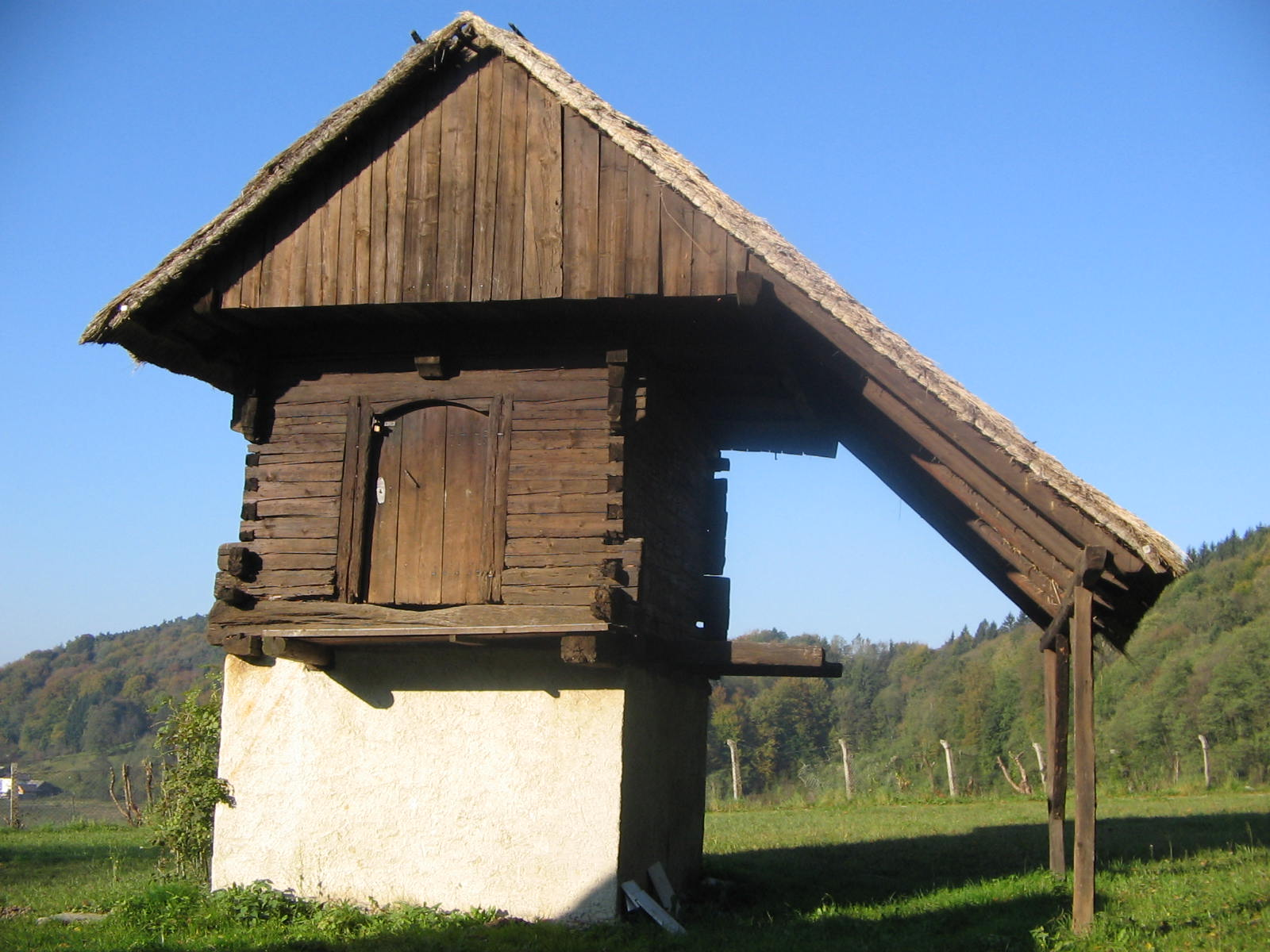
Granero en Eslovenia con un tejadillo tipo sombrao asturiano.

Estos edificios constan de dos alturas. La parte baja se utiliza como establo —también llamado corte— y la parte de arriba —llamada pachar— sirve para guardar el heno segado y, si es necesario, se destina a refugio nocturno del pastor. Otro elemento propio de las cabañas es el sombrao, un tejadillo que sobresale de la fachada principal y se apoya en dos pies derechos. Tiene una inclinación a un agua y forma como una especie de porche. La cimentación de las cabañas es muy sencilla pues cuenta solamente con unos bloques enormes de piedra sobre los que se elevan las paredes, que son muros muy gruesos que pueden alcanzar los 80 u 85 cm.
La corte suele estar pavimentada con losas de piedra para no perjudicar las pezuñas de los animales; cuenta con un canalillo de desagüe para el estiércol. Entre este habitáculo y el pajar se extiende el forjado, llamado en Asturias treme. Está formado por un entrelazado de varas —que suelen ser de avellano— que a su vez se apoya sobre vigas empotradas dejando unos espacios laterales llamados trapas por los que se echa directamente la hierba a los pesebres.
Muchas de estas cabañas tienen un complemento que sirve de alojamiento al brañeiro: es el cabano, cabanín o caseto, construcción más tardía y con techado de teja; se supone que corresponde a los años en que entraron a trabajar los tejeros de Llanes.
Barrios
Existen en esta braña cuatro barrios:

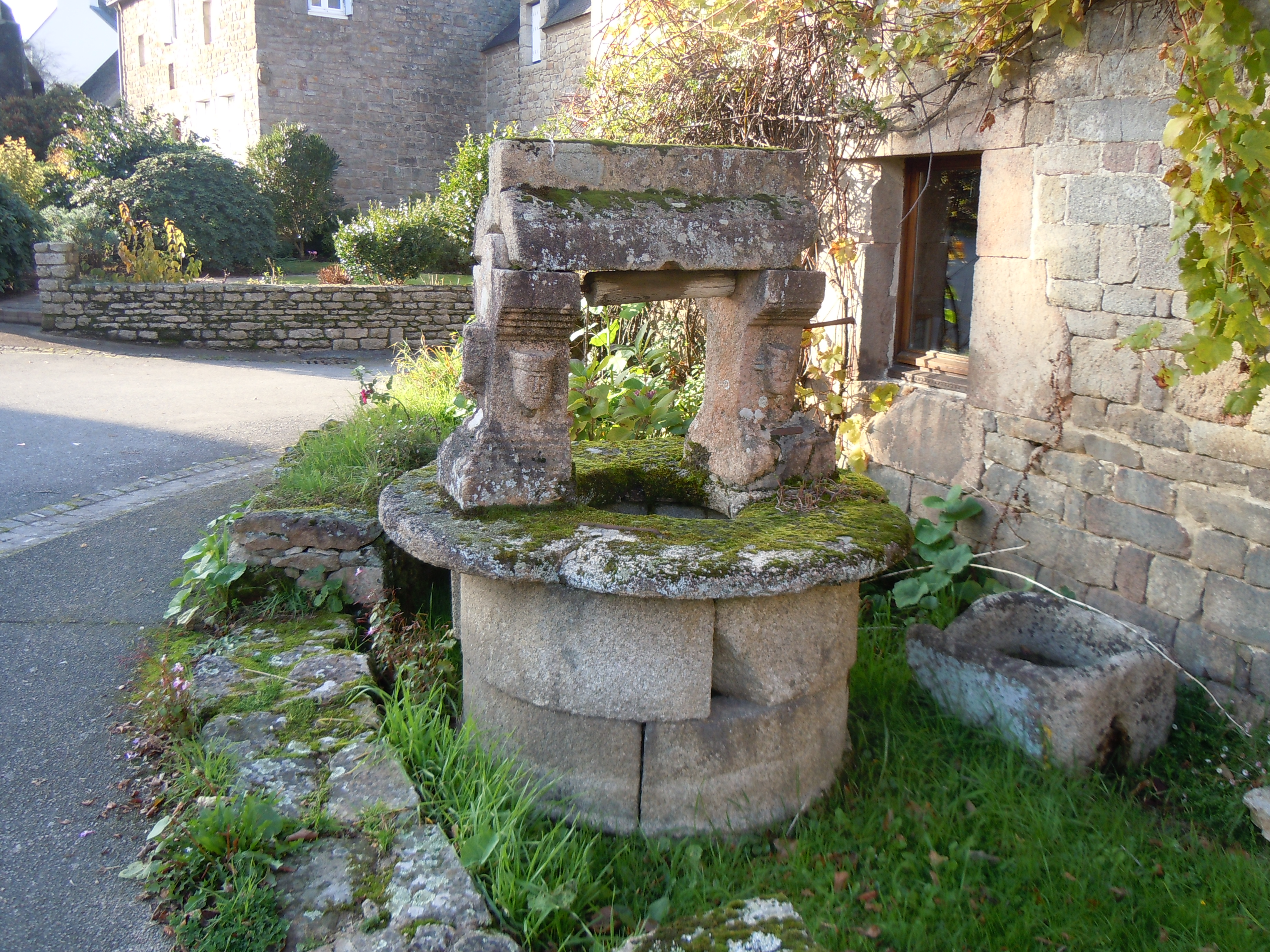
En este pozo de Lanvaudan pueden verse dos cabezas labradas del estilo de las descritas.

- Barrio de El Cabo, con siete cabañas y un caseto o cabanín. Se aprecian ciertas excepciones en lo referente a la ornamentación de las cabañas, que suele ser siempre sobria.  Aparecen pequeñas tallas en las jambas de algunas puertas o en el cerco de alguna ventana. Son tallas de rostros de hombre y mujer y en algunos casos están acompañadas de sus iniciales y de números. El significado de estos ornatos no se ha estudiado todavía en profundidad, aunque las opiniones de los expertos apuntan a que se trate de un simple capricho de algún propietario copiado después por sus vecinos, aunque quizás se trate de bloques de piedra tallados que fueron reutilizados y que tengan un origen verdaderamente antiguo de época céltica en que la escultura castrense representaba cabezas en los mojones que limitaban los pastizales. Se han encontrado ejemplos muy parecidos en zonas europeas: Lanvaudan (Morbihan) en Bretaña, en una antigua casa tradicional bretona reconvertida en casa rural.[5]
- Barrio de El Medio, con quince cabañas, dos de ellas ruinosas.
- Barrio de El Río, con siete cabañas, algunas caídas.
- Barrio de La Prida, con siete cabañas, una caída.[6]